# Edward Gaming
Edward Gaming (més conegut com EDG) és una organització professional d'esports electrònics amb seu a Xangai, la República Popular de la Xina.
L'equip de League of Legends d'EDG competeix en la League of Legends Pro League (LPL) i juga al Shangai Electric Industrial Park. És l'únic equip de la LPL que ha guanyat el Mid-Season Invitational de 2015 i el World Championship de 2021.